# Sam Williamson
Samuel Williamson, detto Sam (Mount Waverley, 19 dicembre 1997), è un nuotatore australiano.

## Carriera
Specializzato nella rana, ha vinto la medaglia d'oro nei 50m rana ai Mondiali di Doha 2024, stabilendo il nuovo record oceaniano in 26"32, quarta prestazione di sempre sulla distanza.

## Palmarès
- Mondiali

Fukuoka 2023: argento nella 4x100m misti mista e bronzo nella 4×100m misti.
Doha 2024: oro nei 50m rana e argento nella 4x100m misti mista.
- Giochi del Commonwealth

Birmingham 2022: oro nella 4x100m misti mista, argento nei 50m rana e nella 4x100m misti, bronzo nei 100m rana.